# Göran von Essen
Claes Göran Odert von Essen, född 13 mars 1908 i Malmö Sankt Petri församling i Malmö, död 7 mars 1966 i Falsterbo församling, Malmöhus län
, var en svensk ingenjör och arkitekt.
Göran von Essen, som var son till trafikchef Reinhold von Essen och Margareta von Schultz, avlade realexamen 1925, ingenjörsexamen 1939 och bedrev även studier i arkitektur. Han var föreståndare för Falsterbo museum 1931–1947. Han var delägare i och chef för firma Nordisk Arkitektur i Falsterbo och Stockholm från 1943 och delägare i firma EvE Byggmaterial i Falsterbo från 1946. Han undervisade i kostnadsberäkning samt om industribyggnader i husbyggnadsfackavdelningen vid Hässleholms tekniska skola från 1945. Han var ledamot av stadsfullmäktige i Skanör med Falsterbo stad 1934–1943 och ledamot av drätselkammaren 1937–1939. Han var ordförande i Falsterbo naturskydds- och fornminnesförening 1930–1947, redaktör för tidskriften "Naturskydd och fornminnesvård" från 1937 och riksantikvariens ombud 1934–1945. Han utgav Några grävningar och fynd i Falsterbo 1932–1934 (tillsammans med Eric Hester, 1935) och S:ta Gertruds kyrka i Falsterbo (1939).